# Aartsbisdom Catania
Het aartsbisdom Catania (Latijn: Archidioecesis Catanensis; Italiaans: Arcidiocesi di Catania) is een metropolitaan aartsbisdom van de Rooms-Katholieke Kerk op het  Italiaanse eiland Sicilië. De zetel van het aartsbisdom is in Catania. De aartsbisschop van Catania is metropoliet van de kerkprovincie Catania waartoe ook de volgende suffragane bisdommen behoren:
- Bisdom Acireale
- Bisdom Caltagirone

## Geschiedenis
Het bisdom is ontstaan in de 1e eeuw na Christus. Volgens de overlevering was de heilige Berillus van Antiochië in het jaar 42 de eerste bisschop van Catania. In de 3e eeuw stierf de heilige Agatha van Sicilië hier de marteldood. Bisschop en heilige Sabinus was een voorbeeld van Byzantijns bisschop in Catania. Bisschop Theodor van Catania nam in 787 deel aan het Tweede Concilie van Nicea.
Na een periode van Aghlabidische overheersing werd het van oorsprong Byzantijnse bisdom door koning Rogier I en paus Urbanus II op 9 maart 1092 weer opgericht als Latijns bisdom. De eerste bisschop van dit bisdom heette Ansgerius. Zijn opvolger Mauritius voerde de heiligencultus van Agatha van Sicilië in.
Ten gevolge van uitbarstingen van de vulkaan Etna verdwenen grote stukken bos, die eigendom waren van het aartsbisdom. Dit gebeurde driemaal: in de jaren 1329, 1381 en 1408.
Van de 16e eeuw tot de 20e eeuw droegen de bisschoppen van Catania de titel van graaf van Mascali. De eerste graaf-bisschop was Nicola Maria Caracciolo.
In de 18e eeuw voerde bisschop Salvatore Ventimiglia de catechismus in in de volkstaal het Siciliaans. Deze catechismus werd gebruikt tot in de 20e eeuw toen paus Pius X deze afschafte.
In de 19e eeuw werden van het uitgestrekte territorium van Catania de bisdommen Acireale, Caltagirone, Nicosia en Piazza Armerina afgesplitst. Op 4 september 1859 compenseerde Rome dit door aan bisschop Felice Regano de eretitel aartsbisschop van Catania te verlenen; meer nog, paus Pius IX verleende hem en zijn opvolgers het recht het pallium te dragen. Dit is een ereteken voor hoge prelaten. Na de dood van Regano viel het bisdom Catania in chaos. Het was de woelige politieke en militaire periode van de eenmaking van Italië. In 1867 werd de zalige Giuseppe Benedetto Dusmet aartsbisschop van Catania. Catania was hiermee formeel verheven tot aartsbisdom vallend onder direct gezag van de Heilige Stoel. Paus Paulus VI schafte in 1978 af dat de aartsbisschop van Catania het pallium droeg, omdat deze geen metropolitaan aartsbisschop was.
Op 2 december 2000 werd Catania door paus Johannes Paulus II met de apostolische constitutie Ad maiori consuluendum verheven tot metropool en werden de bisdommen Acireale en Caltagirone als suffragane bisdommen toegevoegd. Sindsdien draagt de aartsbisschop van Catania opnieuw het pallium.

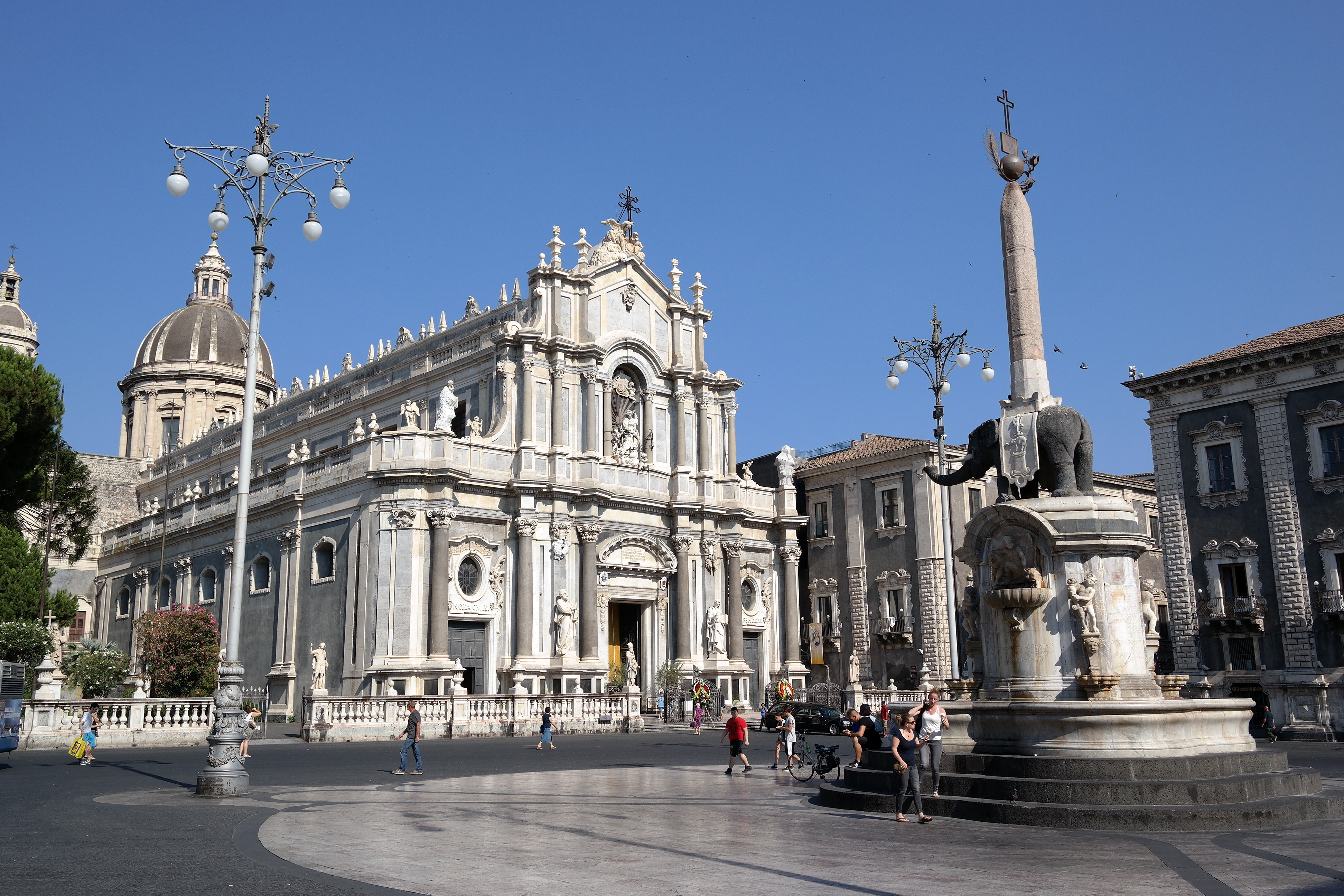
Kathedraal van Catania
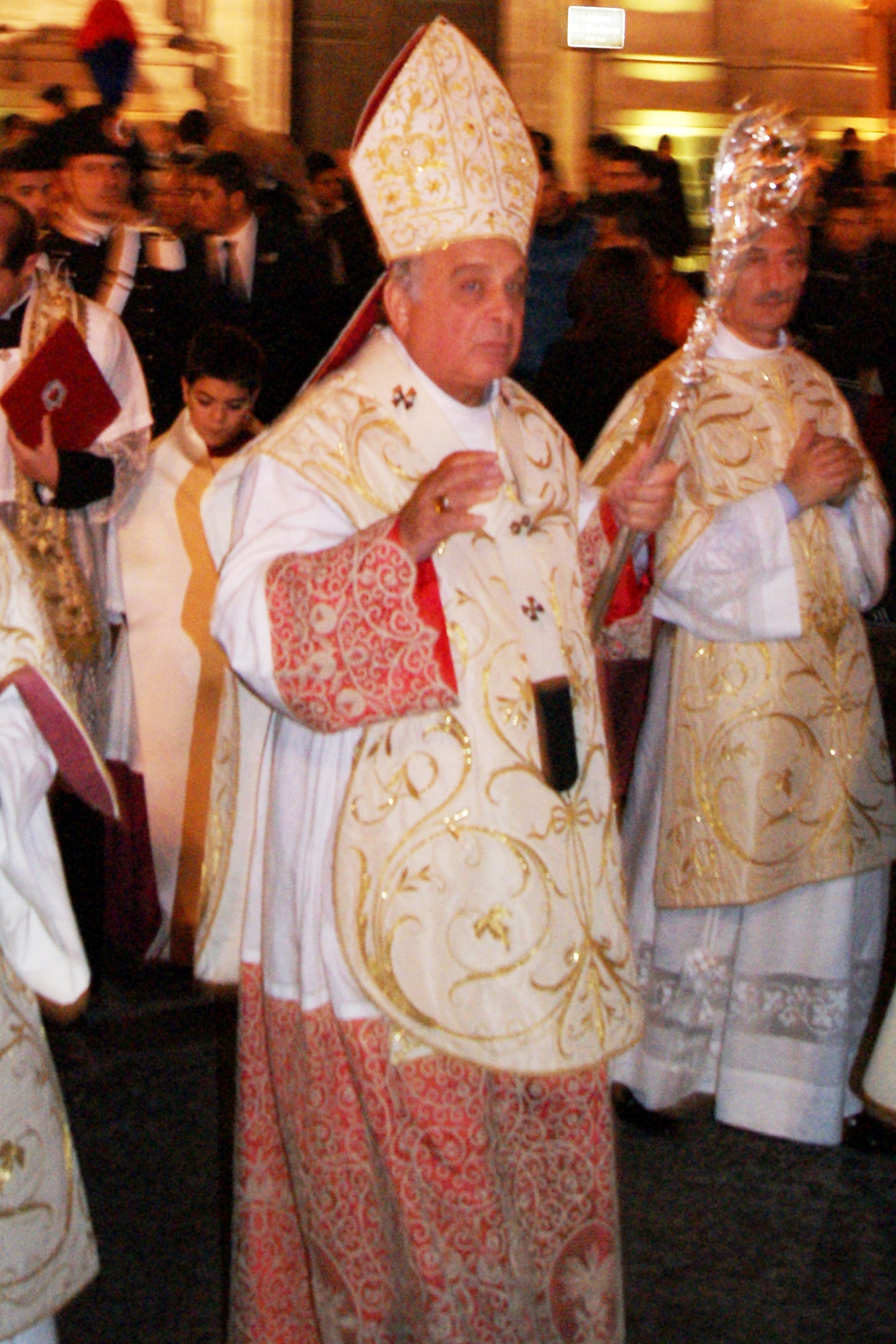
Aartsbisschop Salvatore Gristina